# On-air with TACTY IN THE MORNING
『on-air with TACTY IN THE MORNING』（オンエア・ウィズ・タクティー・イン・ザ・モーニング）は、2013年4月1日からFM802で放送されているラジオ番組。番組タイトルのTACTYは、大抜卓人（DJ）の愛称にちなんでいる。

## 概要
1999年10月から14年半にわたって放送された『HIRO T'S MORNING JAM』（DJ:ヒロ寺平）の後継番組。なお、大抜は2009年11月9日・10日に寺平のピンチヒッターとして『MORNING JAM』を担当したことがある。また、この番組開始に伴い、前座番組『DASH FIVE!』が1時間拡大となった。
番組開始から2018年3月までは、大抜がDJ兼ミキシングを行うアメリカンスタイルで放送していた。これは前番組DJのヒロのスタイルを踏襲したものであり、スタジオ内ではなく副調整室から放送していた。しかし、2018年4月から放送開始が6:00に前倒しされたのを機に、DJに専念することになり、現在はスタジオ内から放送している。
なお、番組内では番組名を「TACTY IN THE MORNING」のように読み上げることが多い。
X（旧Twitter）の番組公式ハッシュタグは「おはたく」。また、FM802の朝の番組共通で使用しているハッシュタグとして「起きたら802」がある。
radikoで一番拝聴された在版エリアのラジオ番組ランキングの2024年版で、当番組が1位となった。
2025年度日本民間放送連盟賞・ラジオ近畿地区審査において、生ワイド番組部門で当番組が1位となった。

## 放送時間

### 現在の放送時間
- 月曜 - 木曜 6:00 - 11:00[注 1]（2018年4月2日 - ）

祝日に「FM802 HOLIDAY SPECIAL」が放送される場合は、放送時間を変更して放送する場合がある。

### 過去の放送時間
- 月曜 - 木曜 7:00 - 11:00（2013年4月1日 - 2018年3月29日）

## DJ
- 大抜卓人

3月に大抜が春休みで休演した際は、以下のDJが代演した。
- 飯室大吾（2024年3月21日）
- 板東さえか（2024年3月25日、2025年3月10日）
- 金井政人（BIGMAMA）（2024年3月26日）
- 内田絢子（2024年3月27日）

## 出演
- 豊田穂乃花 - 「サラヤ CHEERS FOR YOUR LIFE」のコーナーに週替わりで出演。
- 田中乃絵 - 「サラヤ CHEERS FOR YOUR LIFE」のコーナーに週替わりで出演。
- 細美武士 - 「月刊 細美武士」のコーナーに毎月末に1回出演。
- Fluffy（2023年11月 - ） - 準レギュラー。毎月第2水曜日に出演[注 8]。

### 過去の出演
- Aimer（2022年4月 - 2022年9月）
  - 「エメンタル」のコーナーに毎月第3木曜日に出演。

## タイムテーブル
2025年5月時点。また、時刻はあくまで目安。
|               | 月曜日                               | 火曜日                                    | 水曜日                       | 木曜日                         |
| ------------- | ------------------------------------ | ----------------------------------------- | ---------------------------- | ------------------------------ |
| 6:00          | オープニング（ジングルなし）         | オープニング（ジングルなし）              | オープニング（ジングルなし） | オープニング（ジングルなし）   |
| 6:20          | MUSIC MAP 802                        | MUSIC MAP 802                             | MUSIC MAP 802                | MUSIC MAP 802                  |
| 6:25          | QUICK NEWS & TOPICS                  | QUICK NEWS & TOPICS                       | QUICK NEWS & TOPICS          | QUICK NEWS & TOPICS            |
| 6:27          | Traffic Information                  | Traffic Information                       | Traffic Information          | Traffic Information            |
| 6:30          | リクエストTop3カウントダウン         | リクエストTop3カウントダウン              | リクエストTop3カウントダウン | リクエストTop3カウントダウン   |
| 6:45          | Today's Lucky Choice                 | Today's Lucky Choice                      | Today's Lucky Choice         | Today's Lucky Choice           |
| 6:55          | Headline News                        | Headline News                             | Headline News                | Headline News                  |
| 6:57          | Weather Information                  | Weather Information                       | Weather Information          | Weather Information            |
| 7:00          | 時報（ジングルなし）                 | 時報（ジングルなし）                      | 時報（ジングルなし）         | 時報（ジングルなし）           |
| 7:18          | Traffic Information                  | Traffic Information                       | Traffic Information          | Traffic Information            |
| 7:20          | MUSIC MARATHON Part1                 | MUSIC MARATHON Part1                      | MUSIC MARATHON Part1         | ECC presents MY DREAM          |
| 7:30 - 7:35   | QUICK NEWS & TOPICS                  | QUICK NEWS & TOPICS                       | QUICK NEWS & TOPICS          | ECC presents MY DREAM          |
| 7:35 - 7:50   | MUSIC MARATHON Part1                 | MUSIC MARATHON Part1                      | MUSIC MARATHON Part1         | ECC presents MY DREAM          |
| 7:50          | Headline News                        | Headline News                             | Headline News                | Headline News                  |
| 7:55          | LYLICS FOR TODAY                     | LYLICS FOR TODAY                          | LYLICS FOR TODAY             |                                |
| 8:00          | 時報                                 | 時報                                      | 時報                         | 時報                           |
| 8:02          | リクエストTop3カウントダウン         | リクエストTop3カウントダウン              | リクエストTop3カウントダウン | リクエストTop3カウントダウン   |
| 8:10          | 今日は何の日                         | 今日は何の日                              | 今日は何の日                 | 今日は何の日                   |
| 8:13          | Traffic Information                  | Traffic Information                       | Traffic Information          | Traffic Information            |
| 8:15 - 8:25   | 10 Minutes MIX                       | 10 Minutes MIX                            | 10 Minutes MIX               | 10 Minutes MIX                 |
| 8:25 - 8:45   | Positive Monday Project step forward | 紀陽銀行 MY HOME TOWN                     | LAWSON Good Things KANSAI    | TOYO TIRES Good To Go          |
| 8:45          | Weather Information                  | Weather Information                       | Weather Information          | Weather Information            |
| 8:50          | Today's Lucky Choice                 | Today's Lucky Choice                      | Today's Lucky Choice         | Today's Lucky Choice           |
| 8:55          | Headline News                        | Headline News                             | Headline News                | Headline News                  |
| 8:57          | Traffic Information                  | Traffic Information                       | Traffic Information          | Traffic Information            |
| 9:00          | 時報 & リクエスト                    | 時報 & リクエスト                         | 時報 & リクエスト            | 時報 & リクエスト              |
| 9:05 - 9:20   | 音楽クイズ                           | 音楽クイズ                                | 初リクエストゾーン           | 音楽クイズ                     |
| 9:21          | Traffic Information                  | Traffic Information                       | Traffic Information          | Traffic Information            |
| 9:25 - 9:30   | TIME MACHINE                         | TIME MACHINE                              | TIME MACHINE                 | TIME MACHINE                   |
| 9:30 - 9:50   | MUSIC MARATHON Part2                 | 大阪ヘルスケアパビリオン TIME TO REBORN！ | サラヤ CHEERS FOR YOUR LIFE  | MUSIC MARATHON Part1           |
| 9:57          | Weather Information                  | Weather Information                       | Weather Information          | Weather Information            |
| 10:00         | 時報                                 | 時報                                      | 時報                         | 時報                           |
| 10:00 - 10:20 | BLUE OCEAN FES. READY FOR THE FUTURE | 大阪ステーションシティ GO FUN             | JR西日本 WEST NAVISTATION    | ブエナビスタ My Favorite STYLE |
| 10:20         | QUICK NEWS & TOPICS                  | QUICK NEWS & TOPICS                       | QUICK NEWS & TOPICS          | QUICK NEWS & TOPICS            |
| 10:25 - 10:33 | New Pick up                          | Rankingood!                               | e-Topi                       | MORNING X TOPICS               |
| 10:50         | エンディング                         | エンディング                              | エンディング                 | エンディング                   |
| 10:57         | Traffic Information                  | Traffic Information                       | Traffic Information          | Traffic Information            |

## コーナー

### 現在のコーナー
前番組と同様のコーナー（☆印、主に提供コーナー）を取り入れる一方、大抜が担当していた『ROCK KIDS 802』のコーナーを一部取り入れている（「TIME MACHINE」など）。
MUSIC MAP 802
月 - 木 6:20
FM802開局35周年記念のコーナー。毎週、開局した1989年から2023年までのいずれかの年の出来事や流行語等を紹介しながら、その年の楽曲1曲を流す。流す楽曲は、2024年12月まではその年に選出されたヘヴィー・ローテーションを、2025年1月からはその年のヒットソングとなっている。
リクエストTop3カウントダウン
月 - 木曜
あるアーティストの聴きたい楽曲を募集し、上位3曲をカウントダウン方式で紹介する。6時30分ごろに途中経過、8時台初めに最終結果を発表する。
Today's Lucky Choice
月 - 木曜 6:45、8:55
大抜やゲストアーティストが選んだその日ラッキーになれるかもしれないラッキーアイテムを紹介する。番組公式ページにはその日のVery Niceになったラッキーアイテムのイラストが掲載される。
ECC presents MY DREAM
木曜 7:20 - 7:50
ECC提供。洋楽の歌詞のフレーズで3択クイズを出題し、X（旧Twitter）でハッシュタグ#おはたくECCを付けたリスナーからの回答を募集。正解した中から抽選でオリジナルグッズがプレゼントされる。また、クイズの回答を募集している間、世界で活躍している日本人を紹介したり、ECCに在籍している生徒に学んでいる言語でのスピーチを行ってもらった様子を放送する。コーナー開始時に大抜も英語で挨拶をするのが慣例となっている。
また、下記日時にFM802 HOLIDAY SPECIALとして本コーナーの特別バージョンを放送。ゲストアーティストとのトークや、その年の目標や夢を英語で募集し紹介した。
- 2022年2月23日 14:00 - 17:51
- 2023年2月23日 14:00 - 17:51
- 2025年1月13日 14:00 - 17:51

MUSIC MARATHON
月 - 木曜
主に7時台、9時台、10時台で最大3回行われる。7時台は大抜が選んだ2曲のうち最もリクエストが多かった楽曲を流す。9時台は後述の音楽クイズの答え合わせとリスナーリクエスト、10時台はミニMixと題してリスナーリクエストや番組セレクト曲をノンストップでオンエアする。
QUICK NEWS & TOPICS☆
月 - 木曜
その時間までに入っているニュース・情報を5つオンエアする。この枠はHeadline News担当のアナウンサーではなく大抜が読む。8時台と9時台を除く時間帯に1回放送。
LYLICS FOR TODAY
月 - 水曜 7:55
番組おすすめの歌の歌詞を紹介する。洋楽の英詞を読み上げた後に日本語解説を入れていたが、2015年春からは英詞を読まなくなった。
初リクエストゾーン
不定期で実施しているコーナー。番組に初めてリクエストするリスナーからのリクエストを優先的に選曲する。
学生リクエストゾーン
夏休み等の学生が長期休暇の時期に行うコーナー。学生リスナーからのリクエストを優先的に選曲する。
月刊 細美武士
毎月末に1回、主に水曜日に行うコーナー。細美の近況や気になる内容を紹介する。また、ライブ会場の楽屋やレコーディングスタジオに大抜が出向き、インタビューを行うこともある。
今日は何の日☆
月 - 木曜 8:10
放送日に制定されている記念日と誕生日の有名人、リスナーを紹介するコーナー。コーナー最後に「実りある1年になりますように。Happy Birthday!」コールを入れた後に"Happy Birthday Osaka"のジングルが入る。
10 Minutes MIX
月 - 木曜 8:15 - 8:25
あるテーマで楽曲を約10分のノンストップMixでオンエアする。コーナーのオープニングジングルは過去にゲスト出演したアーティストや有名人の「おはようございます」の挨拶をミックスしたものとなっている。
Positive Monday Project step forward
月曜 8:25 - 8:45
新しい週のスタートに、ポジティブになれる楽曲と共に、月曜日に出社するのが楽しみになるような魅力的な企業の経営者にインタビューした様子を紹介する。放送されたインタビューはポッドキャストや公式Youtubeチャンネルでも配信している。
紀陽銀行 MY HOME TOWN
火曜 8:25 - 8:45
紀陽銀行提供。アーティストの出身地にまつわるクイズを出題する。正解は出題したアーティスト自ら発表する。
LAWSON Good Things KANSAI
水曜 8:25 - 8:45
ローソン提供。関西の良いものを週替わりで紹介する。また、関西に関連する楽曲を流す。
TOYO TIRES Good To Go
木曜 8:25 - 8:45
TOYO TIRES提供。爽やかなドライブミュージックと共に、リスナーからのドライブエピソード、番組オススメのドライブスポットを紹介する。
Premium Theater
月 - 木曜 9:00 - 9:20
不定期で劇場公開される予定の話題の映画を1週間かけて紹介する。
「映画ドラえもん」の公開時期になるとこのコーナーで紹介するのが慣例となっており、その際はドラえもん（声 - 水田わさび）と野比のび太（声 - 大原めぐみ）が出演する。
音楽クイズのコーナー
月曜・火曜・木曜 9:00 - 9:20
アウトロや逆再生などの音楽クイズを出題し、X（旧Twitter）でリスナーからの回答を募集するコーナー。
TIME MACHINE
月 - 木曜 9:25 - 9:30
音楽史に残る洋楽の名曲を紹介するコーナー。
大阪ヘルスケアパビリオン TIME TO REBORN！
火曜 9:30 - 9:50
前向きに寄り添ってくれるリクエスト曲と共に健康過ごすために心がけていることをリスナーから募集し、紹介する。また、大阪・関西万博に出展しているパビリオン、大阪ヘルスケアパビリオンの情報を紹介する。大阪ヘルスケアパビリオン提供。
サラヤ CHEERS FOR YOUR LIFE
水曜 9:30 - 9:50
サラヤのラカントSを使った身体に優しい料理を豊田穂乃花と田中乃絵が週替わりで紹介する。紹介した料理の作り方のレシピは番組公式サイトに掲載される。サラヤ提供。
BLUE OCEAN FES. READY FOR THE FUTURE
月曜 10:00 - 10:20
ゼリ・ジャパン提供。未来に向かって前向きになれる楽曲のミニMixとともに、大阪・関西万博に出展しているパビリオン、BLUE OCEAN DOMEの情報を紹介。また、リスナーからは10年後の自分に対するメッセージを募集し、番組内で紹介する。
大阪ステーションシティ GO FUN
火曜 10:00 - 10:20
ミニMixと題して、楽曲をノンストップでお送りする。また、大阪ステーションシティの情報も紹介する。番組内で紹介した内容は大阪ステーションシティ公式ガイド「do-ya?」でも紹介される。大阪ステーションシティ提供。
2024年4月まで木曜10時台であったが、2024年5月から火曜10時台にコーナーが移動した。
JR西日本 WEST NAVI STATION
水曜 10:00 - 10:20
旅に行きたくなる、または盛り上がる曲のミニMixと共に、JR西日本の新幹線、在来線特急を利用した旅を紹介する。JR西日本提供。
ブエナビスタ My Favorite STYLE
木曜 10:00 - 10:20
リラックスできるミニMixと共に、生活に役立つ情報やブエナビスタの賃貸情報を紹介する。ブエナビスタ提供。
New Pick up
月曜 10:25 - 10:33
今週リリース予定のシングル曲をピックアップして紹介するコーナー。
Rankingood!
火曜 10:25 - 10:33
大抜が気になる様々なランキングを紹介するコーナー。
e-Topi
水曜 10:25 - 10:33
大抜が気になるエンターテイメント情報を紹介するコーナー。
MORNING X TOPICS
木曜 10:25 - 10:33
X（旧Twitter）でトレンドになっている内容や、大抜が気になる内容を紹介するコーナー。
旧Twitter時代は「MORNING TWEET TOPICS」というコーナー名だったが、Xに改称したことに伴い現在のコーナー名となった。

### 過去のコーナー
LOOP ON THE SOUND
NESCAFE MEET AT BOOK CAFE
8:13 - 8:23。J-WAVEからのネット番組で、別所哲也が担当。本を中心としたトピックで放送する10分間。ネスレ日本提供。
NIPPON EXPRESS NEWS BOARD 920☆
毎日9:20ちょうどに放送。前番組の「NEWS&TOPICS ひとまとめボード」に近いコーナー。前番組から引き続き日本通運提供。
TODAY’S FORTUNE☆
9時台。占いコーナー。
大阪コミコン2023 ROAD to the FIRST
水曜 8:30 - 8:50
大阪コミコンに出演する来日セレブの情報を紹介する。大阪コミコン2023提供。
敷島住宅 happy life style
水曜 8:25 - 8:45
敷島住宅提供。心が温まる楽曲リクエストと共に、敷島住宅の情報を紹介する。
Daiwa Sakura Aid FOR THE GENERATION
木曜 8:30 - 8:50
次の世代に伝えたい名曲を紹介する。Daiwa Sakura Aid提供。
Red Bull SUMMER UP
木曜 8:25 - 8:45
夏に聞きたい楽曲をオンエアする。また、夏フェスの情報や出演アーティストのメッセージを紹介する。Red Bull提供。
阪神甲子園球場 MY GLORY STORY 100
月曜 9:30 - 9:50
2024年で100周年を迎える阪神甲子園球場に関する情報と所縁があるアーティストや楽曲を紹介する。阪神甲子園球場提供。
OSAKA AUTO MESSE MOVE ON
月曜 9:30 - 9:50
毎週ゲストを迎えて車にまつわるトークと大阪オートメッセの情報を紹介する。大阪オートメッセ2025提供。
サラヤ CHEERS FOR NATURE☆
水曜日9:30 - 9:50。
環境に関するトピックスを送る。サラヤ提供。
ほっかほっか亭 HOKKA HOKKA HAPPY
木曜 9:30 - 9:50
一日ハッピーになれる楽曲を紹介する。また、ほっかほっか亭の新作お弁当も合わせて紹介する。ほっかほっか亭提供。
マールブランシュ JOYFUL BATON
水曜日10:00 - 10:20。2018年3月まで『Ciao! MUSICA』の1コーナーとして放送されていた。京都北山マールブランシュ提供。
TRAVEL WITH TACT
大抜が気になる人、物、場所を紹介する。
エメンタル
毎月第3木曜日の9時台に行われたコーナー。デビュー10周年を迎えたAimerと共に発売したアルバム6作品にまつわるインタビューを紹介する。全6回。
The Cartier men：Elegance in Style
月曜 9:30 - 9:50
エレガントな楽曲と共にカルティエの魅力を紹介。カルティエ提供。
その後『FRIDAY Cruisin' Map!!』にコーナーが引き継がれた。
育てるタオル Favorite Touch
月曜 9:30 - 9:50
育ててくれた恩師から貰った言葉やエピソードをリスナーから募集し、楽曲と共に紹介する。育てるタオル提供。
一週間分のロカボナッツ STAY GOLD,STAY ACTIVE
月曜 10:00 - 10:20
一週間分のロカボナッツ提供。聴けば元気になれる楽曲を選曲する。
マルエス Eat & Smile
月曜 10:00 - 10:30
ほっこり笑顔になれるミニMIXをノンストップでお送りする。また、笑顔になれるスポットの紹介やリスナーの笑顔になったエピソードをX（旧Twitter）のハッシュタグ#マルエス802を付けたポストやメッセージで募集し、リクエストと共に紹介する。マルエス提供。
サントリー 快眠セサミン Refresh for your day
水曜 10:00 - 10:20
今日一日乗り切れる楽曲を選曲する。サントリー 快眠セサミン提供。
ブレインスリープ FEEL GOOD MORNING
木曜 10:00 - 10:20
お目覚めソングミニMixと題して、朝の目覚めに聴く楽曲をノンストップでお送りすると共に、毎週ゲストを迎えてリラックスするために行っている寝る前の習慣をトークする。ブレインスリープ提供。
texcy luxe MY STYLE
木曜 10:00 - 10:20
仕事が捗りそうなスムーズな楽曲のミニMixと共に、ビジネスマンに役立つビジネスマナーや心得について紹介する。texcy luxe提供。
Road to BANPAKU
月曜 10:35 - 10:42
2025年4月13日開催の大阪・関西万博に関連する情報や、万博に纏わるクイズを出題するコーナー。コーナーのオープニングジングルは2025年3月までは三波春夫の「世界の国からこんにちは」、2025年4月からはコブクロの「この地球の続きを」が使用されている。

## その他
- 公式Twitter（現X）では2018年に1年間毎週火曜日の7時に生放送を行っているスタジオ内を映した生配信を行っていた。
- radikoでは、2024年2月に導入された新機能「ポッドキャスト」機能を利用して、未公開シーンを含めたゲストアーティストとのインタビューを放送終了後に限定配信している。
- 『なるみ・岡村の過ぎるTV』（朝日放送テレビ）の2024年9月16日放送回で、大抜が生放送を行っている様子が紹介された[8]。